# Kenbridge
Kenbridge – miasto w Stanach Zjednoczonych, w stanie Wirginia, w hrabstwie Lunenburg.